# Optimum ekonomiczne
Optimum ekonomiczne – wielkość produkcji, która maksymalizuje zysk ekonomiczny przedsiębiorstwa lub minimalizuje jego stratę. Wyznacza się ją rozwiązując równanie MC = MR (MC – koszt krańcowy, MR – utarg krańcowy). Zysk jest osiągany w sytuacji gdy ATC (przeciętny całkowity koszt produkcji) dla danej wielkości produkcji musi być mniejsze od ceny (ATC<P). Analogicznie: jest to punkt przecięcia krzywych MC(Q) i MR(Q) na wykresie zależności MC i MR od Q (wielkości produkcji).